# توهمايارفي
توهمايارفي (Tohmajärvi) بلدية في شرق فنلندا وهي تقع ضمن منطقة كاريليا الشمالية في إقليم فنلندا الشرقية.

تقدر مساحة البلدية بـ 895.35 كيلو متر مربع و بلغ عدد سكانها 4975 نسمة في يوم 30 سبتمبر عام 2012 .

## أعلام
- سيري رانتانن
- كاتري هيلينا
- ألغوت أونتولا